# 花好月又圆
《花好月又圆》（英語：Truth or Dare），2021年中国大陆架空古裝剧。由徐惠康执导，李庚希、黄俊捷、丁嘉文、孙安可领衔主演。2021年6月8日优酷首播。台灣每周五至周一由myVideo與LiTV 線上影視同步跟播。

## 播出时间
| 频道 | 所在地 | 播出日期     | 播出时间 | 备注 |
| ---- | ------ | ------------ | -------- | ---- |
| 优酷 | 中国   | 2021年6月8日 |          |      |

## 演员表

### 主要演员
| 演員   | 角色   | 介紹 |
| 李庚希 | 小丸子 | 活泼，机灵可爱的小女孩，摇身一变成为郡主嫁给了梅三少。阴差阳错之下逆转姻缘线，在梅家将计就计斗智斗勇，与梅家三少缔结良缘最後走到了一起。                                 |
| 黄俊捷 | 梅世青 | 不苟言笑，英俊潇洒，风度翩翩的少将军。原来是要与陆英瑶结婚，却没料到与自己成亲的居然是小丸子，早早识破了小丸子的本来面目，后来深深喜欢上了小丸子，阴差阳错成就金玉良缘。 |
| 丁嘉文 | 小宝爷 | 山匪，性格豪迈，有着英勇的身手，原来是要与小丸子缔结良缘，没想到却与郡主陆英瑶成亲了，在相处当中喜欢上了陆英瑶，成就了两对佳偶。                                         |
| 孙安可 | 陆英瑶 | 知书达礼，高贵典雅，聪明伶俐的郡主，原来是要嫁给梅家三少，但没料到嫁给了小宝爷，在日复一日的相处当中，与小宝爷产生了感情，慢慢假戏真做走到了一起                         |

### 其他演员
| 演員   | 角色   | 介紹 |
| 王佳玉 | 梅司恒 | 梅世青身旁副官。與巧云在一起 |
| 范薇   | 巧云   | 郡主身旁隨嫁丫環，後知道了小丸子與郡主交換身分的過程，要求小丸子不能愛上梅世青。後與司恒在一起                                                               |
| 苪偉航 | 司徒凜 | 青州商會會長，實為販賣私鹽首領。因其父10年前被梅將軍所殺，故想復仇。                                                                                         |
| 韓秋池 | 何一指 | 小丸子父親，因嗜賭成性，在一次賭博中被賭場老大抓住，要求以小丸子嫁入寨子來還債。為了救出小丸子，跑進寨子裡，認識了交換身分的郡主，出謀劃策幫助郡主逃出寨子。 |
| 李进荣 | 梅將軍 | 梅世青之父。 |
| 杜子名 | 南霸天 | 青龍寨寨主，也是當年殺死梅世青母親的兇手。 |
| 戴蕥琪 | 南香   | 南霸天女儿 |
| 文靜   | 二夫人 | 梅世元母亲 |
| 何龍龍 | 梅世元 | 梅世青同父异母的二哥 |
| 王熙文 | 秋華   | 郡主身旁隨嫁侍衛。 |
| 胡恬薇 | 阿柔   | 如意楼掌柜,梅世青手下 |
| 杜哲宇 | 五爺   | 青龍寨土匪，與小寶不合，喜歡南香 |
| 陳寶國 | 陶居正 | 梅府的管家，實為青龍寨的內應 |
| 楊春瑞 | 赤峰   | 賭坊的負責人 |
| 高亞男 | 老六   | 青龍寨的大夫 |
| 何涌生 | 九王爺 | 陸英瑤之父 |

## 电视剧歌曲
| 曲序 | 曲目                       |      | 作曲   | 编曲   | 演唱   |
| ---- | -------------------------- | ---- | ------ | ------ | ------ |
| 1.   | 〈花好月又圓〉（片头曲）   |      | 羅錕   |        |        |
| 2.   | 〈月下〉（片尾曲）         | 張贏 | 羅錕   | 于韵非 | 張紫寧 |
| 3.   | 〈月影成雙〉（插曲）       | 林喬 | 都智文 | 于韵非 | 都智文 |
| 4.   | 〈我心〉（插曲）           | 張贏 | 羅錕   | 于韵非 | 葉炫清 |
| 5.   | 〈是這樣的喜歡你〉（插曲） | 張贏 | 羅錕   | 于韵非 | 丁嘉文 |
| 6.   | 〈心之畫〉（插曲）         | 張贏 | 羅錕   | 于韵非 | 印子月 |